# Allisha Gray
Pour les articles homonymes, voir Gray.
Allisha Gray est une joueuse de basket-ball américaine née le 12 janvier 1995 à Greenwood, en Caroline du Sud. Elle évolue en WNBA.

## Biographie
Au printemps 2017, elle renonce à sa dernière année d'éligibilité universitaire pour se présenter à la draft WNBA 2017 lors de laquelle est choisie en 4e position par les Wings de Dallas.
Elle est membre de l'équipe américaine de basket-ball à trois qui dispute les Jeux olympiques de Tokyo.

## Palmarès
- Médaille d'or aux Jeux olympiques d'été de 2020 en basket à trois[3].